# Megabulbus
Megabulbus is een monotypisch geslacht van spinnen uit de  familie van de Oonopidae (dwergcelspinnen).

## Soort
- Megabulbus sansan Saaristo, 2007